# Obama ficki
Obama ficki ist eine große Art der zu den Landplanarien zählenden Gattung Obama. Sie kommt in Brasilien vor.

## Merkmale
Obama ficki ist eine große Landplanarie mit einem breiten, flachen und blattförmigen Körper. O. ficki kann eine Körperlänge von 20 Zentimeter erreichen. Die Rückenseite hat eine gräulich-braune Grundfärbung und viele feine, schwarze Punkte. Die Bauchseite ist orange gefärbt.
Viele Augen von O. ficki verteilen sich auf den ersten Zentimetern des Körpers. Weitere Augen sitzen auf der mittleren Rückenlinie.

## Verbreitung
Das Habitat von O. ficki bilden feuchte Wälder im Nordosten Rio Grande do Suls und im Osten Santa Catarinas, im südlichen Brasilien.

## Etymologie
Das Artepitheton ficki ehrt den Zoologen Israel Alberto Fick, der Anteil an der Bestimmung verschiedener Planarien hatte.